# Thestor hafis
Thestor hafis är en fjärilsart som beskrevs av Vincenz Kollar 1850. Thestor hafis ingår i släktet Thestor och familjen juvelvingar. Inga underarter finns listade i Catalogue of Life.